# 陳大綱
陳大綱（1479年—？），字廷憲，號強恕，陝西都司慶陽衛官籍，直隸常州府武進縣人，明朝政治人物。

## 生平
弘治十一年（1498年）戊午科陝西鄉試第十一名舉人，正德九年（1514年）中式甲戌科會試第三百八名，十二年（1517年）丁丑科三甲第一百九十一名進士。大理寺觀政，授大理寺評事，升大理寺左寺副。嘉靖三年（1524年）大禮議期間，參與左順門哭諫。同年八月出為四川按察司僉事，四年（1525年）丁父憂。服闋，起為山西按察司僉事，七年（1528年）六月率山西兵清剿潞城青羊山賊陳卿，升山東按察司副使、兵備密雲。

## 著作
著有《修邊或問》一卷。

## 家族
曾祖陳友，慶陽衛指揮同知；祖父陳福，贈監察御史；父陳震，兵部右侍郎。母余氏（贈孺人）；繼母郭氏（封孺人）、徐氏。具慶下。弟陳大經、陳大綸、陳大緒。